# Gloeocystidiellum turpe
Gloeocystidiellum turpe är en svampart som beskrevs av G.W. Freeman 1981. Gloeocystidiellum turpe ingår i släktet Gloeocystidiellum och familjen Stereaceae.   Inga underarter finns listade i Catalogue of Life.